# NPaFlu Raposo Tavares (P-21)
O NPaFlu Raposo Tavares (P-21) é uma embarcação da Marinha do Brasil, da Classe Pedro Teixeira, que exerce a função de navio-patrulha fluvial.
Projetado e construído pelo Arsenal de Marinha do Rio de Janeiro, foi incorporado à Armada em 17 de Dezembro de 1973, operando desde então nas águas da bacia fluvial amazônica.

## Origem do nome
O nome do navio é uma homenagem ao bandeirante Antônio Raposo Tavares (1598-1658).

## Características
- Deslocamento:  690 ton (padrão), 900 ton (carregado).[2]
- Dimensões: 63,56 m de comprimento, 9,71 m de boca e 2,40 m de calado.
- Propulsão:
  - 4 motores diesel Volvo Penta D49MS gerando um total de 4 800 hp
- Eletricidade: 3 motores diesel alternadores.
- Velocidade: 13 nós (cruzeiro) e 16,4 nós (máxima).
- Raio de Ação: 5 000 milhas náuticas à 13 nós.
- Armamento:
  - 1 canhão Bofors L/70 de 40 mm;
  - 2 metralhadoras Oerlikon Mk 10 de 20 mm/70 em reparos singelos;
  - 4 metralhadoras M2 .50 pol. (12,7 mm) em reparos reparos singelos;
  - 2 morteiros de 81 mm ;
  - 2 metralhadoras 7,62 mm.
- 2 LAR — Lanchas de Ação Rápida com capacidade para 12 homens e armadas com 2 metralhadoras 7,62 mm
- Tripulação: 81 homens; transporte de tropas 20/80 fuzileiros navais.